# Ottmarsheim (Besigheim)
Ottmarsheim ist ein Dorf im Landkreis Ludwigsburg im nördlichen Baden-Württemberg, das zur Stadt Besigheim gehört. Ottmarsheim wirbt damit, die älteste Gemeinde im Landkreis Ludwigsburg zu sein.

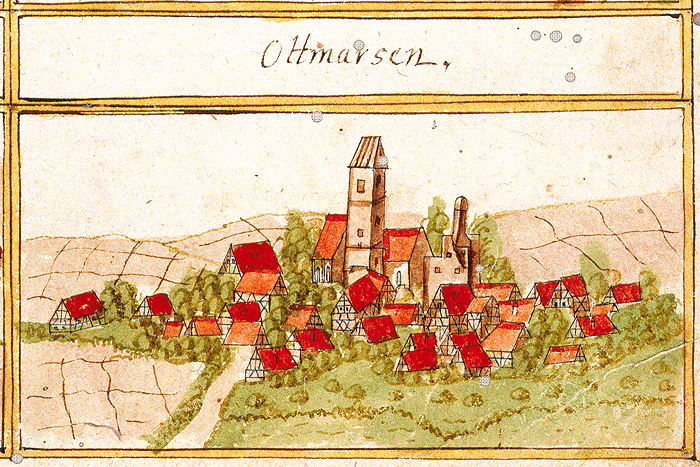
Ottmarsheim im Kieserschen Forstlagerbuch um 1685

## Geographie

### Geographische Lage
Ottmarsheim liegt fast fünf Kilometer nordöstlich des Stadtzentrums von Besigheim in einer nur das Dorf und seine Flur umfassenden Gebietsexklave der Stadt auf der Hochfläche nördlich der Mundelsheimer Nord- und der Hessigheimer Südschlinge des Neckars. Durch den Ort zieht westwärts der Hörschelgraben, der linke Hauptoberlauf des Talbachs, welcher über den Liebensteiner Bach in den Fluss Neckar entwässert. Der Siedlungsbereich erstreckt sich vom untersten Haus am Hörschelgraben auf etwa 280 m bis auf etwa 315 m ü. NHN auf den Randhügeln des flachen Tälchens. Südöstlich des Wohnbereichs liegt in wenig Abstand ein neueres Gewerbegebiet an der Stadtgrenze zu Mundelsheim mit einem kleineren Teil auch auf dessen Gemarkung. Im Osten der Gemarkung umfasst sie einen Teil der größeren Waldinsel am Bergabfall unter dem Wunnenstein, das übrige Gebiet ist offen und steht überwiegend unterm Pflug.

### Nachbargemeinden
An den Stadtteil Ottmarsheim als Gebietsexklave von Besigheim grenzt die Gemeinde Neckarwestheim im Norden und Nordosten als einzige im Landkreis Heilbronn sowie die Gemeinden Mundelsheim im Südosten und Süden, Hessigheim im Südwesten und Gemmrigheim im Westen (alle Landkreis Ludwigsburg).

### Einwohnerentwicklung
Von 1939 bis 2017
| Datum              | Einwohner |
| ------------------ | --------- |
| 17. Mai 1939       | 571       |
| 13. September 1950 | 670       |
| 6. Juni 1961       | 641       |
| 27. Mai 1970       | 751       |
| 31. Dezember 1970  | 760       |
| 1. September 1971  | 791       |
| 31. Dezember 1971  | 843       |
| 31. Dezember 1975  | 836       |
| 31. Dezember 1980  | 910       |
| 31. Dezember 1981  | 898       |
| 31. Dezember 1982  | 920       |
| 31. Dezember 1983  | 1007      |
| 31. Dezember 1984  | 1082      |
| 31. Dezember 1985  | 1142      |
| 31. Dezember 1986  | 1155      |
| 25. Mai 1987       | 1160      |

| Datum             | Einwohner |
| ----------------- | --------- |
| 31. Dezember 1987 | 1187      |
| 31. Dezember 1988 | 1217      |
| 31. Dezember 1989 | 1230      |
| 31. Dezember 1990 | 1245      |
| 31. Dezember 1991 | 1295      |
| 31. Dezember 1992 | 1334      |
| 31. Dezember 1993 | 1370      |
| 31. Dezember 1994 | 1540      |
| 31. Dezember 1995 | 1648      |
| 31. Dezember 1996 | 1766      |
| 31. Dezember 1997 | 1816      |
| 31. Dezember 1998 | 1842      |
| 31. Dezember 1999 | 1891      |
| 31. Dezember 2000 | 1908      |
| 31. Dezember 2001 | 1928      |
| 31. Dezember 2002 | 1978      |

| Datum             | Einwohner |
| ----------------- | --------- |
| 31. Dezember 2003 | 1987      |
| 31. Dezember 2004 | 1995      |
| 31. Dezember 2005 | 1984      |
| 31. Dezember 2006 | 1964      |
| 31. Dezember 2007 | 1946      |
| 31. Dezember 2008 | 1947      |
| 31. Dezember 2009 | 1968      |
| 31. Dezember 2010 | 2087      |
| 31. Dezember 2011 | 2125      |
| 31. Dezember 2012 | 2147      |
| 31. Dezember 2013 | 2201      |
| 31. Dezember 2014 | 2222      |
| 31. Dezember 2015 | 2274      |
| 31. Dezember 2016 | 2295      |
| 31. Dezember 2017 | 2382      |

Quelle: Statistik der Stadt Besigheim

## Geschichte
Im Bereich des heutigen Industriegebiets bestand von der ersten Hälfte des 2. Jahrhunderts n. Chr. bis Mitte des 3. Jahrhunderts ein römischer Vicus, eine dorfähnliche Siedlung. Die Grundmauern des Mithräums und ein Keller eines Gutshofes sind heute öffentlich zugänglich.
Erstmals schriftlich erwähnt wird Ottmarsheim im Jahre 766 im Lorscher Codex (Codex Laureshamensis) anlässlich einer Güterschenkung an das Kloster Lorsch – damals noch unter der gängigen Namensschreibweise „Autmarsheim“. Der Ortsname Ottmarsheim lässt sich mittels nachgewiesener Reihengräberfelder und deren Grabbeigaben sowie der typischen Namensendung „- heim“ in die alemannisch-fränkische Zeit datieren und wird auf einen Sippenhäuptling namens Autmar (Otmar) zurückgeführt.
Weitere Überlassungen an das Reichskloster sind bis in die Mitte des 9. Jahrhunderts belegt, danach verlieren sich die schriftlichen Quellen für fast 400 Jahre. Vermutlich entstand bereits um das Jahr 800 eine erste Kirche, die dem Heiligen Hippolyt geweiht und dem Bistum Würzburg unterstellt war. Allerdings wird ein Pfarrer erst 1244 ausdrücklich erwähnt. Zu den in Ottmarsheim nachweislich begüterten geistlichen Grundherren gehörten seit der ersten Hälfte des 13. Jahrhunderts das Chorherrenstift Backnang und das Chorfrauenstift Oberstenfeld.
Eng mit der Geschichte des Ortes verbunden ist das Reichsrittergeschlecht derer von und zu Liebenstein, deren Hauptsitz sich ab dem 13. Jahrhundert auf dem nahe gelegenen Schloss Liebenstein befand. Erstmals erwähnt werden die Liebensteiner als Herren von Ottmarsheim im 14. Jahrhundert. Da wiederum die Herren von Liebenstein Lehensträger der Grafen von Württemberg waren, gehörte Ottmarsheim ebenso zum württembergischen Lehensverband, nahm jedoch innerhalb dessen als Bestandteil der Herrschaft Liebenstein eine Sonderstellung ein. So forderten die Württemberger weder Rechte noch Steuern; sämtliche Gewalt oblag den Liebensteinern, den uneingeschränkten Herren von Ottmarsheim. Ihr Haus zerfiel im 14. Jahrhundert in mehrere Linien, von denen sich bis in das 17. Jahrhundert abwechselnd zwei bzw. drei Familien Ottmarsheim teilten. Der für die Ortsgeschichte bekannteste Vertreter war Bernhard der Ältere von Liebenstein aus der Ottmarsheimer Linie, dem das halbe Dorf bereits als minderjährigen Knaben (1532) übertragen wurde. Er ließ um das Jahr 1564 in direkter Nähe zum Kirchhof ein Schloss errichten, dass er fortan als Wohnsitz nutzte. Die andere Hälfte des Dorfes teilten sich die Linien des oberen und des unteren Schlosses Liebenstein. Nach Bernhards Tod 1583 erlosch die Ottmarsheimer Linie. Sein Leichnam wurde in der Ottmarsheimer Kirche beigesetzt und der Besitz an die beiden anderen Linien verteilt.
Die Bevölkerung lebte stets vornehmlich vom Ackerbau und von der Viehzucht. Auch der Weinbau dürfte eine nicht unerhebliche Rolle gespielt haben, so besaß Ottmarsheim lange Zeit ein eigenes Weinmaß: die „Ottmarsheimer Trübe Eych“. Zum wertvollsten Besitz gehörte zweifellos der Gemeindewald, der vermutlich ein Viertel der Ottmarsheimer Markung umfasste. Nur vereinzelte Gebäude haben sich im Kern aus dieser Zeit erhalten. Zu diesen gehört die Pfarrkirche St. Hippolyt, die im frühen 16. Jahrhundert über einer älteren Vorgängerkirche erbaut wurde und deren unverputzter Westturm mit der Jahreszahl 1502 bezeichnet ist. Überlieferungen zufolge bestand bereits im Spätmittelalter eine Wallfahrt mit Jahrmarkt zum Heiligen Hippolyt. Das erstmals 1571 erwähnte Rathaus existiert heute nicht mehr. Vermutlich handelte es sich dabei um den Vorgängerbau des heutigen, 1765 errichteten Rathauses.
Der Dreißigjährige Krieg (1618–1648) sorgte auch hier für tiefgreifende Veränderungen: Durchzüge und Einquartierungen wechselten einander ab, Häuser und Höfe wurden geplündert und verwüstet. Auch das Schloss ging 1634 in Flammen auf und brannte bis auf die Grundmauern nieder. Zudem forderten Missernten, gefolgt von Hunger und Seuchen, zahlreiche Todesopfer. Der Ort galt viele Jahre lang als unbewohnt, nachdem die schutzsuchende Bevölkerung zwischen 1634 und 1642 nach Liebenstein geflohen war. Nur wenige Jahrzehnte später hatte ganz Württemberg während des Pfälzer Erbfolgekriegs unter den Franzoseneinfällen zu leiden. Die Söldnertrupps Ludwigs XIV. durchzogen zwischen 1688 und 1697 mehrfach das Land und verschonten auch das unbefestigte Ottmarsheim nicht. Zahlreiche Gebäude, vor allem die Kirche und das Pfarrhaus, wurden 1693 stark beschädigt, und auch die zu leistenden Kriegslasten drückten schwer.
Bereits in den 1670er Jahren gelangte Ottmarsheim an das Haus Württemberg: Zunächst verkaufte 1673 Philipp Albrecht von Liebenstein seine Hälfte an der Herrschaft Liebenstein, zu der unter anderem das obere Schloss und halb Ottmarsheim gehörten, an Herzog Eberhard III. von Württemberg. Fünf Jahre später veräußerte auch Philipp Konrad von Liebenstein seine Hälfte mit dem unteren Schloss einschließlich seines Ottmarsheimer Anteils an die Württemberger. Sämtliche Besitzungen wurden der württembergischen Kammerschreiberei einverleibt und gingen in das Familieneigentum des herzoglichen Hauses über. Für deren Verwaltung bestand bis 1806/07 ein eigenes Amt – die Stabskellerei Liebenstein.
1807 wurde Ottmarsheim zunächst dem Oberamt Beilstein und nach dessen Auflösung 1810 dem Oberamt Marbach inkorporiert, wo es bis zum Übergang an den neu geschaffenen Landkreis Ludwigsburg (1938) verblieb. Vor allem in der ersten Hälfte des 19. Jahrhunderts hatte das überwiegend landwirtschaftlich geprägte Dorf mehrere Missernten zu beklagen, doch konnte sich das Gemeindeleben im Verlauf der nächsten Generationen ungestört weiterentwickeln: Neben dem Ausbau des Straßen- und Wegenetzes wurde eine Kinderschule (1903) errichtet, Vereine und Genossenschaften gegründet sowie zahlreiche, für das Gemeinwohl wichtige Gebäude entweder neu errichtet, instand gesetzt oder umgebaut. Die Einführung moderner Kommunikationsmittel erleichterte das Zusammenleben ebenso wie die Bereitstellung elektrischer Energie (1911/12). Und auch der Bau einer Wasserleitung trug zur erheblichen Verbesserung der Versorgung bei (1927).
Überschattet wurde das Leben der Dorfgemeinschaft von den weltpolitischen Ereignissen der Jahre 1914 bis 1918. Der Verlust an Menschenleben wog schwer – es wurden 32 gefallene Soldaten betrauert. Während des Zweiten Weltkriegs fielen 53 Dorfbewohner, sechs galten als vermisst. Zwar wurde Ottmarsheim gegen Ende des Krieges in die Kampfhandlungen eingebunden, jedoch überstand der Ort die Auseinandersetzungen, abgesehen von zwei zivilen Opfern, vergleichsweise glimpflich.
Nach vorheriger Bürgerabstimmung wurde Ottmarsheim im Zuge der Kommunalreform mit Wirkung vom 1. September 1971 nach Besigheim eingegliedert. Es war die erste Eingemeindung im damaligen Landkreis Ludwigsburg. Vorangegangen, aber gescheitert, war der Versuch, gemeinsam mit Mundelsheim und Hessigheim eine Verwaltungsgemeinschaft zu bilden.

## Wappen
Das Wappen der ehemaligen Gemeinde Ottmarsheim zeigte in geteiltem und oben gespaltenem Schild oben vorne in Gold eine liegende schwarze Hirschstange, hinten den schwarzen Großbuchstaben A, unten in Rot ein goldenes Hifthorn an grüner Fessel. Der Großbuchstabe verweist auf die Schreibweise Autmaresheim, unter der der Ort 766 zum ersten Mal erwähnt wurde.

## Kultur und Sehenswürdigkeiten

### Rathaus
Das Rathaus von 1765 nimmt durch seine solitäre, ortsbildprägende Lage im Zentrum eine Sonderstellung ein, womit zugleich seine Bedeutung als öffentliches Gebäude im Ort unterstrichen wird. Im Dachgeschoss wurde 1880 der Ortsarrest eingerichtet. Bereits seit dem 15. Jahrhundert ist ein Schultheiß in Ottmarsheim überliefert. Das Gebäude wurde 1983 modernisiert. Im Obergeschoss ist eine Heimatstube eingerichtet.

### Pfarrkirche St. Hippolyt mit ummauertem Kirchhof
Ehemalige Wehrkirchenanlage mit quadratischem massiv gemauertem, unverputztem Westturm von 1502 mit Eckquaderung. Spätgotischer Polygonalchor mit Netzgewölbe (16. Jh.). Kirchenschiff mit reich ausgestalteter Gewölbedecke des Rokoko (1748). Auffallend ist der über das Kirchenschiff
hinaus erhöhte Chorbereich. Im frühen 16. Jahrhundert über älterer Vorgängerkirche erbaut, 1674 Neubau des Turmdaches, um 1748 Rokokoausgestaltung des Kirchenschiffs, diverse Renovierungsmaßnahmen im 19. und 20. Jahrhundert.
Umgeben wird die Pfarrkirche von einem Kirchhof mit massiver Kirchhofmauer. Nordöstlich bindet die Alte Schule in den Kirchhof ein. Die ortsbilddominierende, den Kirchberg bekrönende Pfarrkirche mit ihrer Ausstattung stellt ein wichtiges Zeugnis der dörflichen Glaubenswelt dar. Die Grünfläche des Kirchhofes mit seiner umgebenden Kirchhofmauer stellt als wichtiges Beispiel für die jahrhundertelange Nutzung des Kirchenumfeldes als Begräbnisplatz eine erhaltenswerte historische Freifläche dar.

### Pfarrhaus
Mit dem anschaulichen Beispiel eines Pfarrhauses in unmittelbarer Nähe zur Pfarrkirche und zum Alten Schulhaus ist das Gebäude wichtig für das „geistliche Zentrum“, das sich am Kirchberg über Jahrhunderte gebildet hat. Zugleich prägt das stattliche, in solitärer Ecklage stehende Pfarrhaus das Straßenbild am Kirchberg in erheblichem Maße.

### Alte Schule
Die Alte Schule wurde 1805 an Stelle einer älteren Schule neu erbaut, 1835 erweitert und 1892 umgebaut. Seit wann in Ottmarsheim eine Schule bestand, ist bislang ungeklärt. Seit dem 18. Jahrhundert sind Schulmeister belegt und auf einem Plan zur Pfarrkirche von 1786 ist auch das Vorgängergebäude der heutigen Alten Schule zu erkennen. Das stattliche, straßenbildprägende Alte Schulhaus in typischer kirchennaher
Lage vermittelt in anschaulicher Weise den Typus eines dörflichen Schulhauses des frühen 19. Jahrhunderts über einer älteren Erdgeschosszone.

### Backhaus
Das Backhaus dominiert die platzartige Aufweitung der Adlerstraße südlich des zentralen Scheunenkomplexes. Es soll im Jahr 1880 anstelle eines älteren Backhauses neu erbaut worden sein. Das straßenbildprägende Backhaus stellt ein wichtiges Zeugnis der dörflichen Arbeits- und Lebenswelt des 19. Jahrhunderts dar. Es dokumentiert den Wandel von der Backstube im Privathaushalt zum Gemeindebackhaus, welcher aus Gründen den Brandschutzes seit dem späten 18. Jahrhundert vermehrt vollzogen wurde. Dieser Brandschutzgedanke wird zudem durch die solitäre Lage des Gebäudes und die massive Dachdeckung unterstrichen.

### Brunnen (Adlerstraße, Besigheimer Straße und Gartenstraße)
Im historischen Ortskern gibt es drei gleichartige Laufbrunnen, die allesamt aus den 1860er Jahren stammen. Die Brunnen stellen als Vertreter eines Laufbrunnens des 19. Jahrhunderts ein wichtiges Dokument für die historische Wasserversorgung von Ottmarsheim vor Einführung eines Wasserleitungsnetzes dar. Zudem sind sie ein wichtiges Zeugnis für die Gusseisenproduktion des 19. Jahrhunderts.

### Pumpbrunnen (Ilsfelder Straße und Kirchberg)
Von ursprünglich acht Pumpbrunnen, die für Ottmarsheim im 19. Jahrhundert belegt sind, sind nur zwei bis heute erhalten. Die Brunnen stellen als Vertreter eines Pumpbrunnens des 19. Jahrhunderts ein wichtiges Dokument für die historische Wasserversorgung von Ottmarsheim vor
Einführung eines Wasserleitungsnetzes dar.

### Gasthaus „Rose“
Stattliches, für die Sondernutzung in typischer traufständiger Stellung stehendes Gebäude mit massiv gemauerter Erdgeschosszone und
verputzten Fachwerk-Obergeschossen. Nach oben mit zwei Dachgeschossebenen und einem Spitzboden unter einem Satteldach abschließend.
Traufseitig Toreinfahrt und Freitreppe über Rundbogen-Kellertor mit Keilstein, der die Initialen „GB“ trägt und mit dem Symbol einer Brezel auf eine längere Tradition des Gebäudes als Gasthaus bzw. ehemalige Bäckerei hinweist. Das stattliche Gasthaus dominiert das Straßenbild an der Ecke zur Schulstraße und ist ein wichtiges Beispiel für das dörfliche Gasthauswesen des 18./19. Jahrhunderts.

### Ehemaliger Farrenstall
Das anschaulich überlieferte Beispiel eines dörflichen Farrenstalls des frühen 20. Jahrhunderts ist struktureller Teil des von Landwirtschaft geprägten Gebäudebestandes des 19./20. Jahrhunderts in Ottmarsheim und ein Hinweis auf das Fortleben der Farrenhaltung durch die Gemeinde im frühen 20. Jahrhundert.

### Talbach
Der Talbach entspringt etwa einen Kilometer östlich des Ortes auf Ottmarsheimer Gemarkung und verläuft als sogenannter Hörschelgraben von Osten in Richtung Nordwesten durch Ottmarsheim. Ursprünglich dürfte der Bachverlauf den nördlichen Ortsetter des Dorfes gebildet haben, der wohl erst zu Beginn des 19. Jahrhunderts nach Norden über den Bach hinaus verlegt wurde. Nördlich der Ilsfelder Straße wurde der Hörschelgraben im 20. Jahrhundert leicht nach Norden verlegt und dabei begradigt. Darüber bewegt sich der Talbach noch in seinem historischen Verlauf. Als Teil der mittelalterlichen Wasserversorgung und möglicherweise auch Voraussetzung für die Ansiedlung des Ortes zeichnet der Talbach die ehemalige nördliche Grenze Ottmarsheims nach.

### Kinderschule
Die Kinderschule wurde 1902/03 mit Hilfe einer Stiftung des damaligen Jagdpächters Heinrich Härlin erbaut. Zu Ehren des Stifters erhielt sie den Namen Härlin-Schule. Die straßenbildprägende Kinderschule in zentraler Ortslage vermittelt in anschaulicher Weise den Typus eines Schulhauses des frühen 20. Jahrhunderts. Das gut überlieferte Gebäude mit historistischem Charakter ist ein Dokument für einen überregional gebräuchlichen Baustil des frühen 20. Jahrhunderts im Ort.

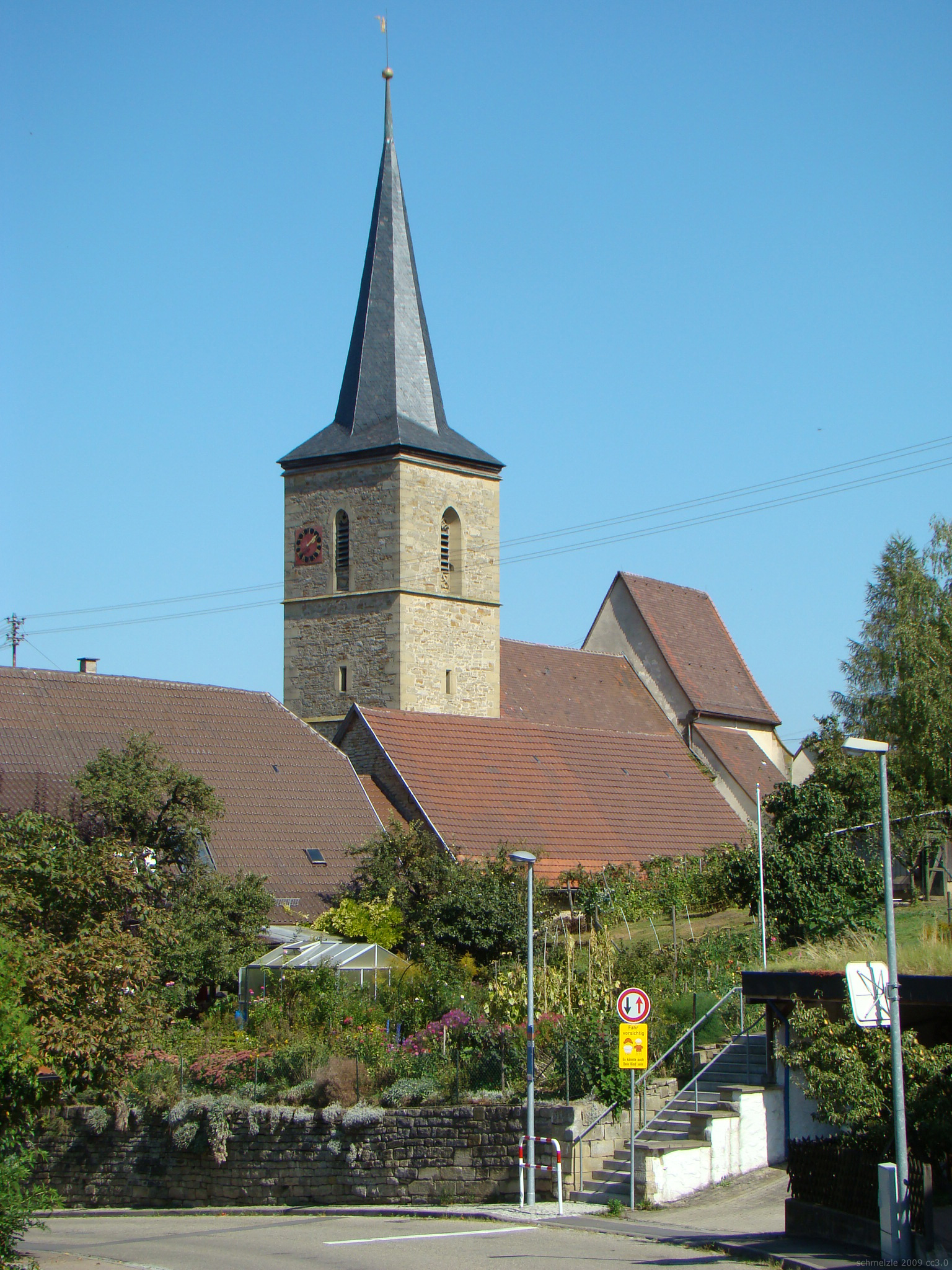
Pfarrkirche St. Hippolyt
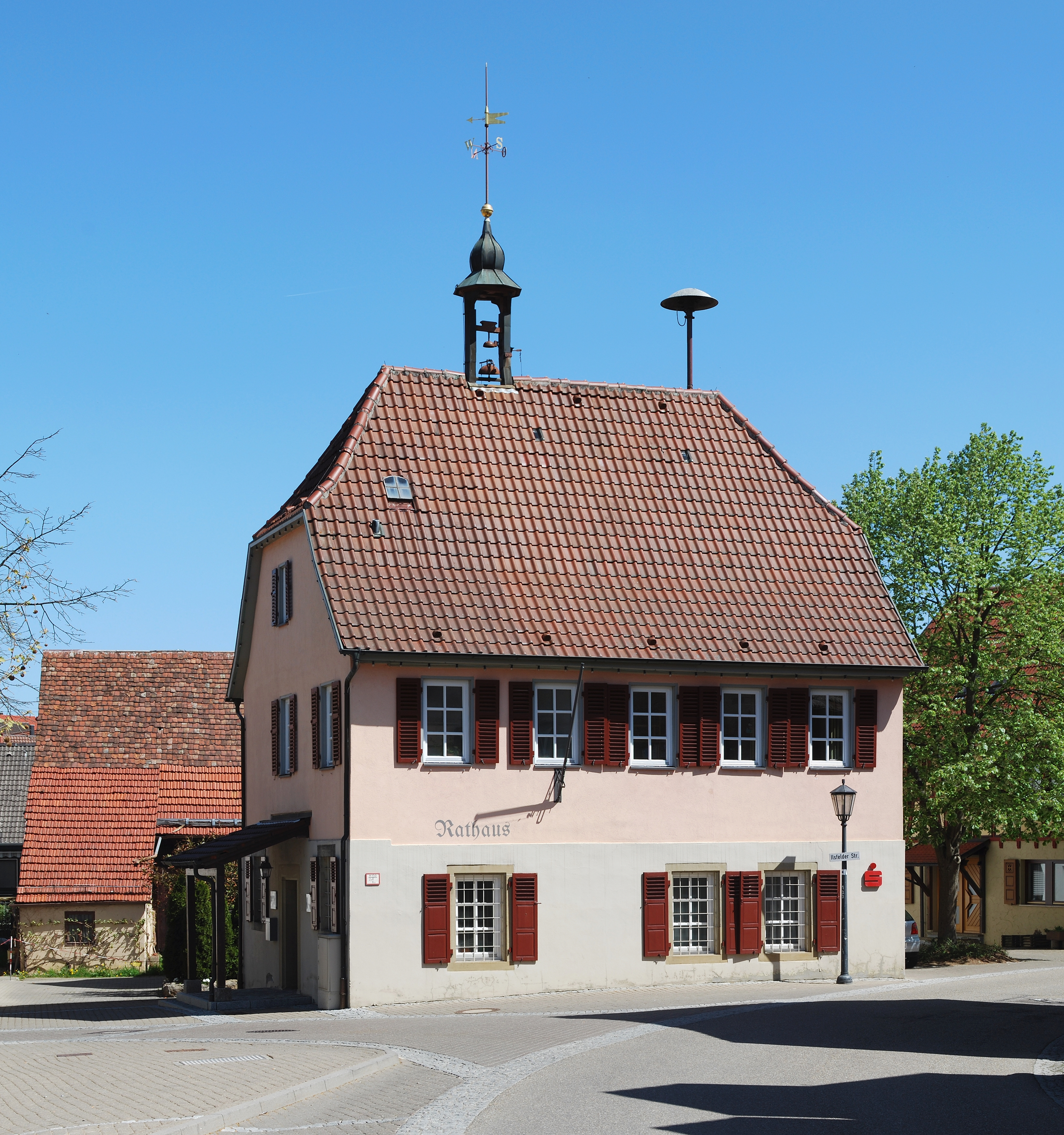
Ehemaliges Rathaus

## Persönlichkeiten

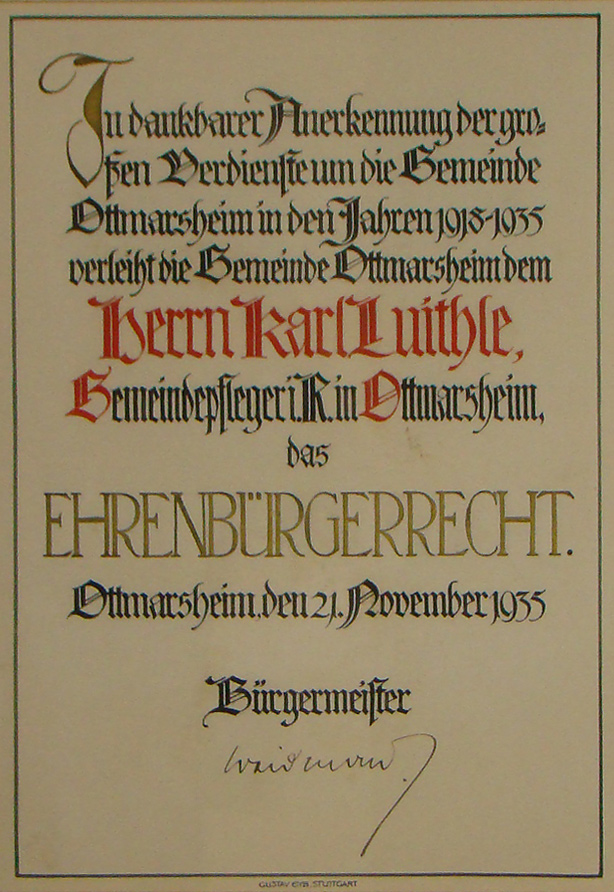
Ehrenbürgerurkunde für Karl Luithle, 1935

### Söhne und Töchter der Stadt
- Christian Friedrich Hermann (* 16. Januar 1825; † 6. April 1891), äußerst fortschrittlicher Landwirt, besonders bekannt geworden durch ein neues System im Hopfenanbau, die nach ihm benannten Hermannschen Drahtanlagen. Für seine Verdienste vielfach ausgezeichnet, u. a. 1870 mit der silbernen landwirtschaftlichen Medaille der Württembergischen Centralstelle für die Landwirtschaft. Sein musterhaft geführter Betrieb wurde seinerzeit auch Klein-Hohenheim genannt.

- Hans Mezger (* 18. November 1929; † 10. Juni 2020), ehemaliger Chef der Motorsportabteilung von Porsche

### Ehrenbürger
- Heinrich Härlin aus Ludwigsburg (* 6. Februar 1847; † 12. Februar 1921), Jagdpächter, Stifter der ersten Ottmarsheimer Kinderschule, Ehrenbürger seit 12. Februar 1903
- Christian Hekel aus Ottmarsheim (* 12. August 1840; † 22. Mai 1931), Gemeinderat und Stellvertreter des Bürgermeisters, Waldmeister, Fleischbeschauer, Rechner der Darlehenskasse, Ortssteuerbeamter, Ehrenbürger seit 12. August 1930
- Karl Luithle aus Ottmarsheim (* 10. Juni 1870; † 24. März 1957), Gerber, Ladenbesitzer, Gemeindepfleger, Ehrenbürger seit 21. November 1935

### Ottmarsheim in den Ludwigsburger Geschichtsblättern
- Oscar Paret: Ottmarsheim in vor- und frühgeschichtlicher Zeit. In: Ludwigsburger Geschichtsblätter, Heft 18 (1966), S. 7–21.
- Willi A. Boelcke: Ottmarsheim im Mittelalter. In: Ludwigsburger Geschichtsblätter, Heft 18 (1966), S. 22–46.
- Hermann Schütz: Ottmarsheim heute. In: Ludwigsburger Geschichtsblätter, Heft 18 (1966), S. 61–70.
- Markus Otto: Die Pfarrkirche St. Hippolyt. In: Ludwigsburger Geschichtsblätter, Heft 18 (1966), S. 71–84.
- Wolfgang Bollacher: Das Ottmarsheimer Dorfrecht von 1571. In: Ludwigsburger Geschichtsblätter, Heft 18 (1966), S. 85–92.
- Hans Peter Weber: Alte Ottmarsheimer Familien. Mit Listen der Pfarrer, Lehrer und Bürgermeister (Schultheißen). In: Ludwigsburger Geschichtsblätter, Heft 18 (1966), S. 114–125.
- Thomas Schulz: 1250 Jahre Ottmarsheim. Aspekte aus der Ortsgeschichte. In: Ludwigsburger Geschichtsblätter, Heft 70 (2016), S. 7–32.